# بخش آمبوآساری سود
بخش آمبوآساری سود (به لاتین: Amboasary Sud District) یک منطقهٔ مسکونی در ماداگاسکار است که در آنوسی (ماداگاسکار) واقع شده‌است. بخش آمبوآساری سود ۲۴۸ کیلومتر مربع مساحت و ۴۵٬۹۸۹ نفر جمعیت دارد و ۲۶ متر بالاتر از سطح دریا واقع شده‌است.